# 朗格韦厄
朗格韦厄是德国北莱茵-威斯特法伦州的一个市镇。总面积41.46平方公里，总人口14077人，其中男性7022人，女性7055人（2011年12月31日），人口密度340人/平方公里。